# Dra Abu el-Naga
Dra Abu el-Naga, es una localidad egipcia situada junto a una necrópolis de la antigua Tebas, en la orilla occidental del Nilo, entre El Tarid y de Deir el-Bahari, cerca del Valle de los Reyes, en la región de Luxor.
- Situación: 25°44′07″N 32°37′14″E

## Restos arqueológicos
Daniel Boltz, director de la misión germano-egipcia, informó, en 2001, del descubrimiento en la necrópolis de Dra Abu el-Naga de la base de una pirámide perteneciente a Nubjeperra Intef (Intef V). 
Aunque la zona fue excavada en el siglo XIX, se habían perdido todos los informes de estos hallazgos. La localización fue posible por los datos de un papiro del Museo Británico, el papiro Abbott, de la dinastía XX, que reseñaba los enterramientos de este periodo.
Tumbas restauradas recientemente:
- TT13 – tumba de Shuroy
- TT255 – tumba de Roy
- TT148 – tumba de Amenemopet

## El Proyecto Djehuty
Una misión arqueológica hispano-egipcia, dirigida por José Manuel Galán, del CSIC, realiza excavaciones en Dra Abu el-Naga desde 2002, para estudiar y restaurar las tumbas de un grupo de altos dignatarios, datados en torno al año 1500 a. C.
En la tumba de Dyehuty, un alto funcionario de la reina Hatshepsut, se han encontrado ramos de ofrendas en excelente estado de conservación, y pinturas con escenas de los rituales funerarios de la época, mostrando personas portando una vasija con agua y un ramo de flores.